# Daniel-Henri Dubied
Le major Daniel-Henri Dubied (15 décembre 1758 – 22 avril 1844, né et mort à Couvet) est un homme d'affaires suisse, courtier en dentelle.

## Biographie
Il est connu pour avoir acheté, en 1797, la recette de l'absinthe aux demoiselles Henriod (qui la tenaient elles-mêmes de mademoiselle Grandpierre, gouvernante du Docteur Ordinaire, médecin franc-comtois exilé dans la principauté de Neuchâtel, qui avait obtenu cette recette d'une certaine "Mère Henriod", qui n'aurait rien à voir avec les "demoiselles" citées plus haut).
Il fonde ensuite la première fabrique d'absinthe à Couvet avec son fils Marcelin et son gendre Henri-Louis Pernod, sous le nom de Dubied Père et Fils.
Henri-Louis Pernod décide, en 1805, de créer une distillerie d'absinthe à Pontarlier pour répondre à la demande du marché français.

## Sources
1. ↑  Dubied (-Duval), Daniel-Henri, dans le Dictionnaire historique de la Suisse.
2. ↑  Edmond Quartier-la-Tente, Le canton de Neuchatel - Revue historique, 1895